# 아사쿠사구
아사쿠사구(浅草区)는 도쿄부 도쿄시에 설치되었던 구이다. 현재의 다이토구 동부에 해당한다.

## 역사
- 1878년 11월 2일, 도쿄부 아사쿠사구 설치
- 1889년 5월 1일, 시제 시행으로 도쿄시 아사쿠사구가 됨.
- 1943년 7월 1일, 도쿄도제 시행으로 도쿄도 아사쿠사구가 됨.
- 1947년 3월 15일, 시타야구와 아사쿠사구 구역을 합쳐 다이토구를 설치함.